# 1679
Évszázadok: 16. század – 17. század – 18. század
Évtizedek: 1620-as évek – 1630-as évek – 1640-es évek – 1650-es évek – 1660-as évek – 1670-es évek – 1680-as évek – 1690-es évek – 1700-as évek – 1710-es évek – 1720-as évek
Évek: 1674 – 1675 – 1676 – 1677 –  1678 – 1679 – 1680 – 1681 – 1682 – 1683 – 1684

## Események

### Határozott dátumú események
- augusztus 29. – Gubasóczy János – korábbi váci püspök – személyében új főpásztor kerül a Nyitrai egyházmegye élére.

### Határozatlan dátumú események
- július vége – I. Apafi Mihály erdélyi fejedelem gróf Thököly Imrét nevezi ki a bujdosók egy éve harcban álló seregei főparancsnokának.[1]

## Születések
- szeptember 23. – Baconi Incze Máté református lelkész († 1742)
- október 16. – Jan Dismas Zelenka cseh zeneszerző és zenész († 1745)
- december 9. – Bezerédj Imre kuruc brigadéros († 1708)

## Halálozások
- december 4. – Thomas Hobbes angol filozófus (* 1588)
- december 30. – Bethlen Farkas történetíró, erdélyi kancellár (* 1639)